# Războiul Hispano-American
Războiul spaniolo-american, conform originalelor din engleză, [The] Spanish-American War și spaniolă, Guerra Hispano-Estadounidense (sau desastre del 98, Guerra Hispano-Cubana-Norteamericana ori Guerra de Cuba) a fost un conflict militar între Spania și Statele Unite ale Americii declanșat în aprilie 1898.  Ostilitățile propriu-zise au încetat în luna august a aceluiași an, iar tratatul de pace a fost semnat la Paris în decembrie 1898. 
Războiul a început după ce Statele Unite au intervenit diplomatic pe lângă Spania în favoarea cubanezilor, cerând acesteia rezolvarea pașnică a problemei independenței Cubei față de fosta mare putere colonială a ambelor Americi.  Declanșarea conflictului militar s-a produs odată cu refuzul net al Spaniei, la care s-a adăugat sentimentul expansionist, încă puternic, al Uniunii de a trece în posesia federației teritoriile spaniole din America și Oceanul Pacific, insulele Cuba, Puerto Rico, Filipine, Guam și Caroline.
Răscoalele din Havana ale așa-numiților Voluntarios prospanioli au dat Statelor Unite motiv de a trimite nava de război USS Maine. Tensiunile în rândul opiniei publice americane au fost exacerbate din cauza exploziei de pe USS Maine și a ziarelor de scandal care acuzau Spania de atrocități, agitând spiritele în SUA. Războiul s-a terminat după victoriile navale decisive ale Statelor Unite în Filipine și în Cuba.
La doar 109 zile de la izbucnirea războiului, tratatul de la Paris, care a pus capăt conflictului, a dat Statelor Unite fostele colonii spaniole Porto Rico, Filipine și Guam. Sub jurisdicția Guvernului Militar al Statelor Unite, SUA a ocupat Cuba până în 1902.